# Portelek vasútállomás
Portelek vasútállomás egy Jász-Nagykun-Szolnok vármegyei vasútállomás, Jászberény településen, a MÁV üzemeltetésében. A város közigazgatási területének déli szélétől nem messze helyezkedik el, a névadó Portelek külterületi városrésztől nagyjából 2 kilométerre északkeletre. Közúti megközelítését alapvetően a 31 329-es út biztosítja Portelek központja felől, de elérhető a megállóhely a Jászberény-Jászboldogháza közti 3125-ös út felől is, egy számozatlan, de szilárd burkolatú önkormányzati úton.

## Vasútvonalak
Az állomást az alábbi vasútvonalak érintik:
- Hatvan–Újszász-vasútvonal

## Megközelítése tömegközlekedéssel
- Helyközi busz:  523

## Kapcsolódó állomások
A vasútállomáshoz az alábbi állomások vannak a legközelebb:
- Meggyespele megállóhely (Hatvan–Újszász-vasútvonal)
- Jászboldogháza-Jánoshida vasútállomás (Hatvan–Újszász-vasútvonal)

## Forgalom
| Járat | Útvonal | Gyakoriság |
| ----- | --- | ---------- |
| S820  | Hatvan – Jászfényszaru – Pusztamonostor – Jászberény – Meggyespele – Portelek – Jászboldogháza-Jánoshida – Újszász – Zagyvarékas – Szolnok | 2 óránként |